# Kanton Gennevilliers-Nord
Kanton Gennevilliers-Nord is een voormalig kanton van het Franse departement Hauts-de-Seine. Kanton Gennevilliers-Nord maakte deel uit van het arrondissement Nanterre en telde 21.853 inwoners (1999).
Het werd opgeheven bij decreet van 24 februari 2014, met uitwerking in maart 2015.

## Gemeenten
Het kanton Gennevilliers-Nord omvatte enkel een deel van de gemeente Gennevilliers.